# Kodomo no jikan
Kodomo no jikan (こどものじかん, Le temps de l'enfance) parfois abrégé en Kojika (こじか)  est un manga créé par la mangaka Kaworu Watashiya et prépublié depuis le 22 mai 2005 dans Comic High!, un magazine seinen.
Ce manga a été à l'origine d'un débat agité au début de l'année 2007, à la suite de la décision de Seven Seas Entertainment de le publier en langue anglaise, suivi d'un retrait avant publication face aux nombreuses réactions accusant le titre d'être un titre lolicon, bien que publié dans un magazine accessible à tous publics (mais visant plutôt un public de jeunes adultes aimant les histoires sentimentales) dont la devise est « Girlish Comics for Boys and Girls », c'est-à-dire « BD de jeune fille pour garçons et pour filles ».
Il a été adapté au Japon en anime à partir du 11 octobre 2007.

## Synopsis
« Le monde des adultes dans le monde des enfants, sans adultes pour guider les enfants »
Trois jeunes filles :
- La première, Kuro, cache un lourd secret et vit dans un monde de poupées.
- La deuxième, Mimi, est très timide et doit supporter le regard des garçons à cause de son corps.
- La dernière, Rin, est orpheline.

L'histoire commence avec l'arrivée de Daisuke Aoki, jeune instituteur de 23 ans exerçant son premier poste dans la classe 3-1 (âge des élèves : environ 9 ans) d'une école primaire. Le précédent instituteur de cette classe n'avait apparemment pas mentalement résisté.
Daisuke découvre une classe plutôt calme, mais dans laquelle se trouve Rin Kokonoe, élève qui se proclame petite amie d'Aoki et se comporte avec lui de manière très osée, ce qui ne manque pas de provoquer la jalousie de Kuro, amie de Rin, et celle de l'institutrice Kyōko Hōin, visiblement attirée par le nouveau venu.
Daisuke découvre rapidement qu'une élève (Mimi Usa) manque à l'appel depuis un certain temps et que Rin est orpheline et élevée par un jeune cousin.

## Personnages
Daisuke Aoki (青木 大介, Aoki Daisuke)
Jeune instituteur de 23 ans prenant son premier poste, il arrive dans la classe 3-1 (équivaut au CE2 en France). Décidé à se comporte en grand frère, les tours de Rin l'empêchent de prendre cette position par son manque de fiabilité pour gérer les problèmes. Il tente d'aider Rin en tâchant de comprendre son passé, tout en tentant de contrôler les trésors d'imagination que celle-ci déploie pour le mettre en difficulté et en tentant d'agir équitablement vis-à-vis du reste de la classe.
Rin Kokonoe (九重 りん, Kokonoe Rin)
Voix japonaise : Eri Kitamura
Jeune élève de 9 ans de 3-1, orpheline de mère et vivant sans son père avec son cousin tout juste majeur. Elle tente de déstabiliser Aoki tout comme elle avait fait craquer le précédent instituteur et se proclame sa nouvelle petite amie. Toutefois, elle semble s'éprendre réellement de lui, mais cet attachement ne fait qu'augmenter pour celui-ci la difficulté de gérer la situation. Rin cache son statut d'orpheline à la plupart des gens.
Kuro Kagami (鏡 黒, Kagami Kuro)
Voix japonaise : Kei Shindō
Jeune élève de 9 ans de 3-1, elle est de bonne famille, éprise secrètement — et unilatéralement — de Rin et donc rivale d'Aoki, en un certain sens, et s'habille volontiers en cosplay, notamment gothloli. Cache un lourd secret.
Mimi Usa (宇佐 美々, Usa Mimi)
Voix japonaise : Mai Kadowaki
Jeune élève de 9 ans de 3-1, elle est silencieuse et complexée par son corps très féminin pour son âge. Elle était mise à l'index par le prédécesseur d'Aoki et avait cessé de venir à l'école pour lui échapper, ce qui avait déclenché l'envoi des lettres de menace de Rin envers lui.
Kyōko Hōin (宝院 京子, Hōin Kyōko)
Institutrice officiant près d'Aoki, elle tente de sortir avec celui-ci et prend soin de lui dans son travail, Rin l'interrompant souvent dans ses efforts.

## Manga
- Mangaka (histoire et dessin) : Kaworu Watashiya
- Date de première prépublication : 22 mai 2005
- Magazine de prépublication : Comic High! (seinen)
- Date de première publication : 12 décembre 2005
- Date de dernier tome paru : 12 janvier 2012
- Éditeur : Futabasha
- Nombre de volumes disponibles au Japon : 13
- Statut : Terminé

Certains tomes sont sortis en édition limitée avec une jaquette différente de l'édition normale :
- Le volume 3 inclut une figurine de Rin.
- Le volume 4 avec un DVD contenant un épisode spécial : Kodomo no Jikan ~Anata ga Watashi ni Kureta Mono~. Cet épisode est passé plus tard en version censurée sur Anime+.
- Le volume 5 avec un DVD contenant un film récapitulatif de la série : Kodomo no Jikan ~Rin no Gakkyū Nikki~, et une bande-annonce de la saison 2.
- Le volume 6 avec un DVD contenant le premier OVA de Kodomo no Jikan - Ni Gakki.
- Le volume 9 avec un DVD contenant l'OAD de Kodomo no Jikan ~Kodomo no Natsu Jikan~.
- Le volume 10 possède une jaquette alternative bonus offerte dans le magazine de prépublication : Comic High! Vol.75 (22 juin 2011).

## Anime
- Réalisateur : Eiji Suganuma
- Character designer : Masakazu Ishikawa
- Animation : Studio Barcelona

### Liste des épisodes

#### Saison 1 (Kodomo no Jikan)
| No | Titre traduit en français      | Titre japonais                                                | Titre japonais                                   | Date de 1re diffusion |
| No | Titre traduit en français      | Kanji                                                         | Rōmaji                                           | Date de 1re diffusion |
| --- | ------------------------------ | ------------------------------------------------------------- | ------------------------------------------------ | --------------------- |
| OVA | Ce que tu m'as offert…         | こどものじかん やすみじかん「〜あなたがわたしにくれたもの〜」 | Yasumi Jikan '~Anata ga Watashi ni Kureta Mono~' | 12 septembre 2007     |
| Rin, Kuro et Mimi sont trois adorables petites filles de 10 ans qui découvrent le monde des adultes… C'est l'anniversaire de Aoki, leur professeur mais aussi l'amoureux secret de Rin. Celle-ci tentent donc de le séduire en lui offrant un cadeau… original. |                                |                                                               |                                                  |                       |
| 01 | Le premier pas pour être amis  | なかよしのいっぽ                                              | Nakayoshi no Ippo                                | 12 octobre 2007       |
| Rin, Kuro et Mimi sont trois adorables petites filles de 10 ans qui entrent en CM2. Elles découvrent leur nouveau professeur, Aoki-sensei. |                                |                                                               |                                                  |                       |
| 02 | Une récompense pour le sourire | にこにこのごほうび                                            | Nikoniko no Gohobi                               | 19 octobre 2007       |
| Rin commence à voir ses notes en baisse. Cela met en doute les qualités d'enseignement de Aoki-sensei. |                                |                                                               |                                                  |                       |
| 03 | Grandir vite                   | すくすくそだて                                                | Sukusuku Sodate                                  | 26 octobre 2007       |
| Mimi se sent serrée dans ses vêtements, alors Rin et Kuro lui propose de s'acheter un soutien-gorge. Elles se rendent alors compte que la poitrine de Mimi attire beaucoup les convoitises…                                                                     |                                |                                                               |                                                  |                       |
| 04 | Ma maman                       | わたしのおかあさん                                            | Watashi no O-kaa-san                             | 2 novembre 2007       |
| Aoki-sensei veut en savoir plus sur ses élèves. Il décide donc de faire des visites à domicile. C'est un échec. En cherchant par lui-même dans les archives des élèves, il va apprendre quelque chose sur Rin…                                                  |                                |                                                               |                                                  |                       |
| 05 | Un ami de vacances             | なつやすみのとも                                              | Natsuyasumi no Tomo                              | 9 novembre 2007       |
| C'est les vacances d'été et Rin est triste de ne plus voir Sensei… |                                |                                                               |                                                  |                       |
| 06 | Souvenirs                      | おもいで                                                      | Omoide                                           | 16 novembre 2007      |
| Reiji enméne Rin dans un lieu de vacances qui leur rappelle tous leurs souvenirs d'enfance. Cet épisode est un flash-back du passée de Reiji. |                                |                                                               |                                                  |                       |
| 07 | Classe verte                   | りんかんがっこう                                              | Rinkan Gakko                                     | 23 novembre 2007      |
| Une classe verte est organisée par l'école. Cela n'a pas l'air d'enchanter Aoki-sensei, qui redoute le pire venant de nos 3 héroïnes. |                                |                                                               |                                                  |                       |
| 08 | Tenez-moi bien                 | だっこしてぎゅっ                                              | Dakkoshite Gyu                                   | 30 novembre 2007      |
| Nogi-sensei, ancienne prof, revient voir l'école. Aoki-sensei va s'éloigner de Rin qui va se déguiser en garçon pour l'approcher. |                                |                                                               |                                                  |                       |
| 09 | Jalousie                       | やきもちドリル                                                | Yakimochi Doriru                                 | 6 décembre 2007       |
| Aoki-sensei se rapproche de plus en plus de Hoin-sensei, ce qui rend Rin extrêmement jalouse. Aoki-sensei tombe malade, et les 3 héroïnes vont lui rendre visite. Seul hic : Hoin-sensei aussi…                                                                 |                                |                                                               |                                                  |                       |
| 10 | Gentille avec les autres       | ひとにやさしく                                                | Hito ni Yasashiku                                | 13 décembre 2007      |
| 11 | Soyons Ami                     | みんななかよく                                                | Minna Nakayoku                                   | 20 décembre 2007      |
| 12 | Le temps des enfants           | こどものじかん                                                | Kodomo no Jikan                                  | 27 décembre 2007      |

#### Saison 2 (Kodomo no Jikan - Ni Gakki)
| No | Titre traduit en français | Titre japonais         | Titre japonais          | Date de 1re diffusion |
| No | Titre traduit en français | Kanji                  | Rōmaji                  | Date de 1re diffusion |
| --- | ------------------------- | ---------------------- | ----------------------- | --------------------- |
| OVA Bonus | Kuro-chan et Shiro-chan   | くろちゃんとしろちゃん | Kuro-chan to Shiro-chan | 21 janvier 2009       |
| OVA 1 | CM1                       | よねんせい             | Yonensei                | 20 février 2009       |
| OVA 2 | Drôle de fête du sport    | たのしいうんどうかい   | Tanoshii Undōkai        | 24 avril 2009         |
| La fête du sport est très attendue et les 3 héroïnes vont faire de leur mieux pour remporter la victoire.                                                                     |                           |                        |                         |                       |
| OVA 3 | Belles feuilles vertes    | はざくらのころ         | Hazakura no Koro        | 26 juin 2009          |
| Rin est très malade et Reiji la force à rester à la maison. À l'école, tout le monde s'inquiète. Mimi va lui rendre visite et essayer de remplacer sa maman qu'elle n'a plus. |                           |                        |                         |                       |

## Controverse sur la publication anglaise
En 2006, l'éditeur américain Seven Seas Entertainment a licencié les droits de publication de Kodomo no jikan en vue d'une publication au début de 2007. Ce manga devait être publié sous le titre Nymphet (lit. nymphette), tel que demandé par l'auteur original (le titre chinois étant 萌少女的恋爱时光, signifiant semble-t-il Le temps de l'amour pour la fille moe).
Zac Bertschy, critique du populaire site Anime News Network (ANN), publia une réponse dans sa rubrique « Hey Answerman » où il disait ses craintes de cette publication d'un « lolicon » et de son impact sur l'image du manga aux États-Unis.
Cette intervention souleva d'énormes discussions débattant du statut de Kodomo no jikan et de l'opportunité de sa distribution à l'extérieur du Japon, les uns contestant la description de l'œuvre comme lolicon, les autres trouvant infamant le fait que certains tentent de défendre cet ouvrage. DeAngelis déclara que certains semblaient dérangés par la relation entre l'instituteur et la jeune élève et, ne souhaitant pas censurer l'œuvre, décida le 24 mai (dans un message publié 5 jours plus tard sur ANN) de repousser la sortie de l'œuvre qui était déjà traduite et en cours d'impression, pour « avoir un dialogue ouvert avec les grandes chaînes de librairies et les autres revendeurs ». Le 30 mai, l'annonce de l'annulation de la parution fut faite : « il est inapproprié pour Seven Seas de publier Nymphet ».
Le 31 mai, à la suite des diverses réactions des fans, DeAngelis publia un deuxième message sur ANN, déclarant que la « première raison de cette annulation était [sa] récente réalisation que les volumes suivants de la série ne peuvent être considérés comme appropriés au marché US par aucun jugement raisonnable. » (Note: Seven Seas a acheté les droits après la publication du premier volume, sans avoir vu la suite) et que les vendeurs « avaient commencé à retirer leurs ordres d'achat à gauche et à droite, et donc leur avis sur le problème devenait clair et tranché ». Détaillant son appréciation des derniers volumes, il mit à l'index un passage du volume 3 où, Aoki et Rin étant involontairement enfermés dans une pièce froide, se serrent l'un contre l'autre, et où, Rin frottant inconsciemment le pénis d'Aoki en bougeant, ce dernier subit un début d'érection involontaire qu'il tâche de cacher en la serrant fort, pour l'empêcher de bouger. Cette dernière partie, supposée montrer un changement dans la narration, passant de réactions psychologiques à une réaction physiologique, provoqua une nouvelle flambée de réactions la dénonçant comme une vile excuse brouillant l'image des mangas, la réaction d'Aoki étant normale physiologiquement parlant et n'impliquant justement pas un quelconque désir.
Le 7 juin, la mangaka réagit à son tour sur son blog, déclarant qu'elle s'« était demandée ce qui était problématique dans les volumes 2 et 3 et qui ne l'était pas dans le volume 1 » et crut comprendre par l'entremise de traducteurs automatiques qu'il s'agissait de la relation entre Aki (le cousin de Rin), la mère de Rin et Rin elle-même (relation qui n'avait pas été en fait mise réellement en cause) et déclara « c'est malheureux, mais qu'y puis-je ? ».
Elle avait auparavant déclaré à propos de son manga : « je veux défier les limites de ce que l'on peut publier dans un magazine ordinaire », « mais ce n'est pas un manga érotique ».
Par la suite, Seven Seas procéda à un nettoyage de ses forums pour retirer toutes les discussions qui avaient eu lieu à propos du manga.
Techniquement, Kodomo no jikan n'est pas un lolicon : il n'y a pas d'actes sexuels dans ce manga, si ce n'est un baiser volé par la fillette. Il n'y a pas de nudité complètement montrée non plus, mais plusieurs planches sont considérées trop sexualisées, par exemple une image où l'on devine les aréoles des seins de Rin (son T-shirt étant retenu par une branche d'arbre alors qu'elle tombait), ce qui pourrait être motif de classement « publication pour adulte » aux États-Unis, une image de Rin prenant son bain avec un angle de vue typique du fan service ou bien encore une scène où Kuro prétend émasculer Aoki, mettant la main dans son pantalon, une paire de ciseaux dans l'autre. Les fans se sont beaucoup demandés ce qui avait poussé l'auteur à insérer une telle imagerie dans un manga qu'ils considèrent plutôt réfléchi et sérieux.
Les fans décrivent souvent le manga comme un drame se cachant sous un premier aspect de comédie (DeAngelis : « La comédie arrive par cette jeune fille disant et faisant des choses inappropriées […] et voyant son professeur se tortiller sous l'inconfort et le choc tandis qu'il tente de garder son calme »). L'attitude de Rin est souvent expliquée par son statut d'orpheline élevée par un adolescent, recherchant donc une figure paternelle et n'ayant trouvé pour attirer l'attention des adultes que d'agir de manière outrancière et sexuée.
Certains ont dénoncé les réactions contre l'œuvre comme étant souvent réalisées sans avoir lu le manga mais seulement en ayant vu certaines images hors-contexte.
Enfin, certains ont pointé une possible erreur stratégique de Seven Seas : DeAngelis a tenté de justifier le manga en pointant le fait que dans celui-ci, il ne s'agissait pas d'un adulte tentant de séduire une mineure non-consentante, mais au contraire d'une mineure tentant de séduire un adulte non-consentant. Or ceux-ci considèrent qu'aux États-Unis, le fait d'imaginer un tel scénario est encore plus moralement condamnable, car cela détruit l'image que se font les gens des enfants comme des êtres asexués (ce qui n'est pas le cas), et rendait donc encore plus probable la réaction contre Kodomo no jikan.
Plusieurs équipes de scanlation ont décidé de traduire ce manga pour contester ce qu'ils considèrent comme une censure ou permettre à tous de se faire un avis éclairé.

## Sources et références
1. ↑  Site officiel de Comic High!, devise dans la bannière.
2. ↑  Blog de Jason DeAngelis, éditeur en chef de Seven Seas Entertainment. Lu le 8 juin 2007.
3. ↑  Forum AnimeSuki donnant la traduction du titre chinois, lu le 17 juin 2007
4. ↑  Message d'un responsable d'ANN donnant l'identité d'Answerman, lu le 17 juin 2007.
5. ↑  Chronique d'Answerman du 18 mai 2007, parlant de Nymphet, lu le 17 juin 2007.
6. 1 2 3 4  Seconde communication de DeAngelis sur ANN, lu le 17 juin 2007.
7. 1 2  Communication de DeAngelis sur ANN, lu le 29 mai 2007.
8. ↑  Annonce de l'annulation sur ICv2, lu le 17 juin 2007.
9. ↑  Message du blob de Watashiya sur ANN, lu le 17 juin 2007.
10. ↑  Interview de Watashiya ; la phrase concernée est la dernière phrase en bleu.
11. ↑  こどものじかん, COMIC HIGH, 双葉社, chapitre 23 page 3. Notez que les planches de Kojikan sont ainsi faites qu'une planche extraite est plus choquante que lue dans la continuité, car il manque les prémices explicatifs et la chute comique.
12. 1 2  Forum AnimeSuki montrant l'image de Rin tombant et donnant des analyses du manga, lu le 16 juin 2007.
13. ↑  こどものじかん, COMIC HIGH, 双葉社, chapitre 10 page 13. Notez que les planches de Kojikan sont ainsi faites qu'une planche extraite est plus choquante que lue dans la continuité, car manquant la prémisse explicative et la chute comique.
14. ↑  こどものじかん, COMIC HIGH, 双葉社, chapitre 23 page 24. Notez que les planches de Kojikan sont ainsi faites qu'une planche extraite est plus choquante que lue dans la continuité, car manquant la prémisse explicative et la chute comique.
15. ↑  Forum AnimeSuki, lu le 7 juillet 2007
16. ↑  Encyclopédie sur la sexualité de l'Université Humboldt de Berlin, lu le 17 juin 2007
17. ↑  Commentaire sur le rapport mineur séducteur-adulte séduit par rapport à Kodomo no jikan, lu le 16 juin 2007